# Fleróvium
A 114-es rendszámú szupernehéz (transzurán) elemnek 2012 májusában a kémikusok nemzetközi szervezete (IUPAC) a fleróvium nevet adta. A Magyar Tudományos Akadémia 2019. július 24-én kiadott ajánlásban javasolta a fleróvium nevet, noha az elem felfedezése óta a magyar nyelvhasználók szinte kizárólag a flerovium alakot használták. A 2019-ben központilag előállított, minden magyar középiskolába 2019. augusztus végén kerülő fali periódusos rendszerben a flerovium név szerepel. Vegyjele Fl. Korábbi ideiglenes neve ununkvadium (Uuq) volt. Kémiai kísérletek alapján a fleróvium lehet az első atom, amely rendellenes, nemesgázszerű tulajdonságokat mutat relativisztikus hatások miatt.

## Felfedezése
1998-ban orosz kutatók Ca-48 és Pu-244 ütköztetésével hoztak létre egyetlen 289114 atomot, amelynek felezési ideje 30 másodperc, és 9,67 MeV-os alfa-bomlással hasad. Ezt a megfigyelést 1999-ben publikálták. Azonban az eredeti bomlási utat azóta nem tudták reprodukálni. A megfigyelt jelenség valószínűleg a 289m114 metastabil izomer jelenlétére utal. Végül még két további kísérletet végeztek, ahol két-két Fl atomot regisztráltak.
{\displaystyle \,_{94}^{244}\mathrm {Pu} +\,_{20}^{48}\mathrm {Ca} \,\to \,_{114}^{292}\mathrm {Fl} \,^{*}\to \ _{114}^{289}\mathrm {Fl} +3\;_{0}^{1}\mathrm {n} }
Az elem felfedezését 2011 júniusában fogadta el a IUPAC/IUPAP Joint Working Party a 116-os rendszámú livermóriuméval együtt. A felfedezés tényét a Dubna-Livermore együttműködés több közös 2004-es publikációja alapján fogadta el a munkabizottság. Ajánlásuk szerint az együttműködők tehettek javaslatot a IUPAC-nak az elemek végleges nevére. Erre 2011 decemberében került sor. A hivatalos elfogadást fél évvel később, 2012 májusában jelentették be.

## Elektronszerkezet

A fleróvium elektronszerkezete

A fleróviumnak 6 telített elektronhéja, valamint 7s + 5p + 4d + 2f = 18 teli alhéja van.
Bohr-modell: 2, 8, 18, 32, 32, 18, 4
Kvantummechanikai modell: 1s²2s²2p63s²3p64s²3d10
4p65s²4d105p66s²4f145d10
6p67s²5f146d107p²